# ArcSoft
ArcSoft Inc. es una empresa de desarrollo de software de  imágenes de vídeo y de fotos que ofrece varias tecnologías de  imagen a través de dispositivos con plataformas principales: desde teléfonos inteligentes, mesitas, PC, televisores inteligentes, cámaras digitales hasta soluciones empresariales basadas en nube.  Fundada en 1994, ArcSoft es una empresa privada con 800 empleados, que incluye más de 600 científicos e ingenieros.
Creada en 1994, ArcSoft es una empresa privada con 800 empleados, incluyendo más de 600 científicos e ingenieros. ArcSoft tiene su sede a Freemont, California, con instalaciones de desarrollo en Europa y Asia, concretamente Taipeh, Seúl, Tokio, Shanghái, Hangzhou, y Nanjing. Michael Deng, director general de ArcSoft, fundó la empresa con una financiación de 150.000 dólares de familiares y amigos.

## Productos
ArcSoft comercializa el siguiente software para PC's y teléfonos móviles:

### Mobile Apps
- Perfect365: editor de imagen[2]
- Closeli y simplicam
- ArcNote: para anotar fotos.

### Edición de vídeo
- TotalMedia Theatre: editor de películas para PC (producto retirado)
- ShowBiz:  Editor de vídeo

### Administración de medios de comunicación y utilidades
- MediaConverter: convierte música, fotos y vídeos en formatos para reproductores multimedia independientes
- Photo +: visualizador de fotos para Windows y Mac.

### Edición de fotografías
- Panorama Maker: convierte las fotos y los vídeos en panorámicas (este software ya no está apoyado ni actualizado por ArcSoft).
- PhotoStudio: para la edición fotográfica avance
- Portrait+: para la mejora de retratos
- PhotoImpression: para editar fotografías enriquecidas
- PhotoBase: para la edición básica de fotos